# Mat (TV-program)
Mat, senare Niklas mat, var ett matlagningsprogram som visades i SVT åren 2001–2015. Det leddes fram till 2007 av Tina Nordström och Tomas Tengby och därefter av Niklas Ekstedt. Mat hade tydliga likheter med det brittiska programmet Den nakna kocken med Jamie Oliver som började sändas 1999 på BBC. I båda programmen för kocken en intensiv och löpande diskussion med programledaren, som hela tiden befinner sig bakom kameran. En annan likhet de två programmen emellan var att avsnitten inleds med varuinköp där kockarna berättar vad som ska lagas och ger tips. 
Efter att Niklas Ekstedt tog över som programlederare kallades programmet Niklas mat.